# لیتل راک (آرکانزاس)
لیتل راک (به انگلیسی: Little Rock) مرکز ایالت آرکانسا، آمریکا است. جمعیت این شهر در سال (۲۰۱۰) , ۱۹۳٬۵۲۴ نفر بود.
لیتل راک مرکز شرکت بزرگ دیلاردز است. مقر مجلس ایالتی آرکانزاس نیز اینجا قرار دارد.

## مراکز علمی-فرهنگی
دانشگاه علوم پزشکی آرکنسا، دانشگاه آرکنسا در لیتل راک، و کتابخانه بیل کلینتون در شهر لیتل راک قرار دارد.

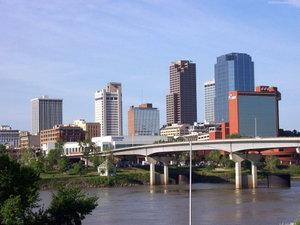
شهر لیتل راک

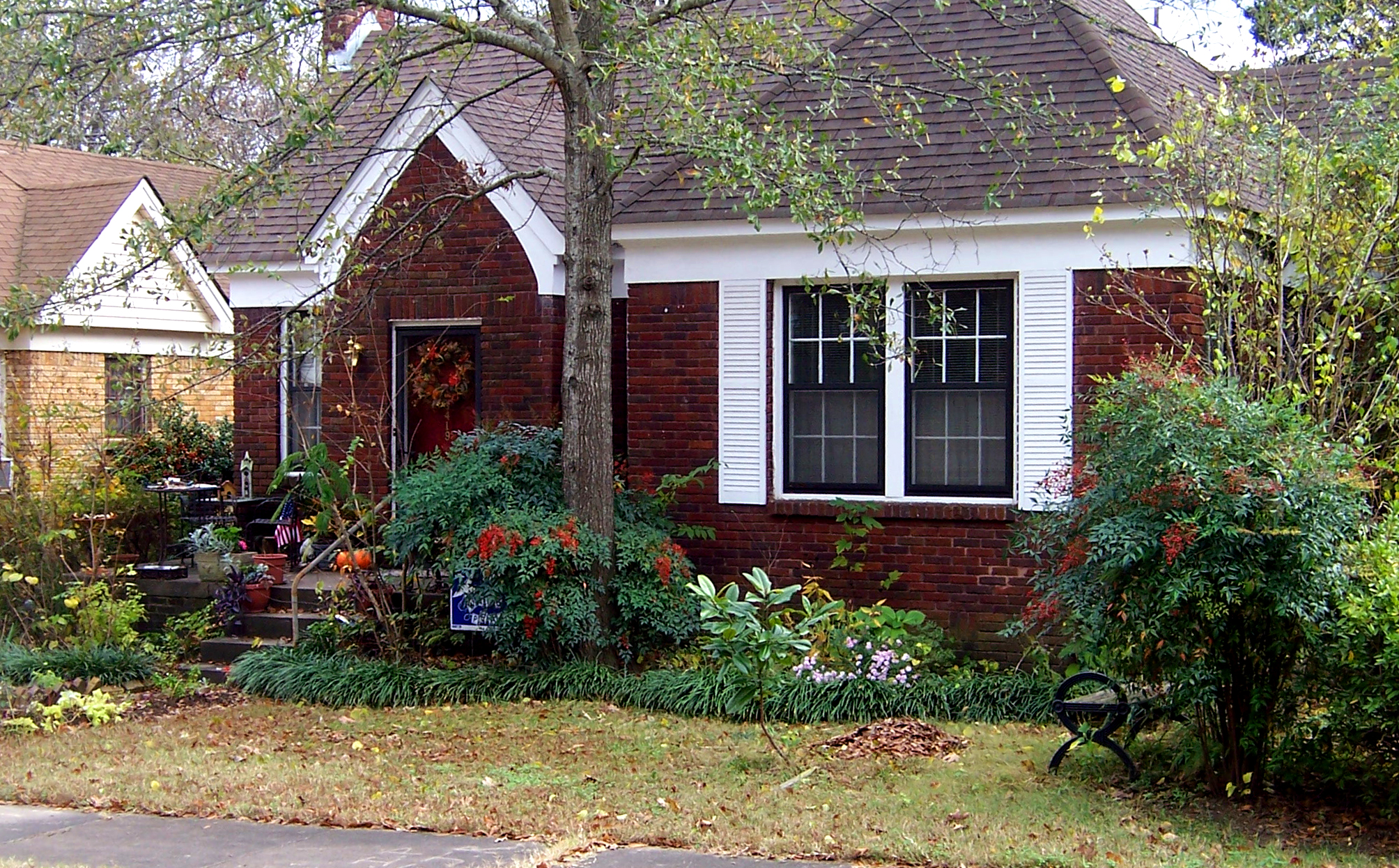
خانه یک طبقه با نمای آجری و مساحت تقریبی ۹۱ متر مربع در لیتل راک، آرکانزاس که بیل کلینتون و هیلاری کلینتون بین سالهای ۱۹۷۷ و ۱۹۷۹، دورانی که بیل کلینتون دادستان کل ایالت آرکانزاس بود، در آن زندگی می‌کردند.